# Bad Bergzabern
Bad Bergzabern (palat. Berchzawwre) – miasto uzdrowiskowe w Niemczech, w kraju związkowym Nadrenia-Palatynat, w powiecie Südliche Weinstraße, siedziba gminy związkowej Bad Bergzabern. Miasto leży na szlaku trasy turystycznej Deutsche Weinstraße, rozciąga się między zachodnim skrajem Niziny Górnoreńskiej a Lasem Palatynackim.

## Historia

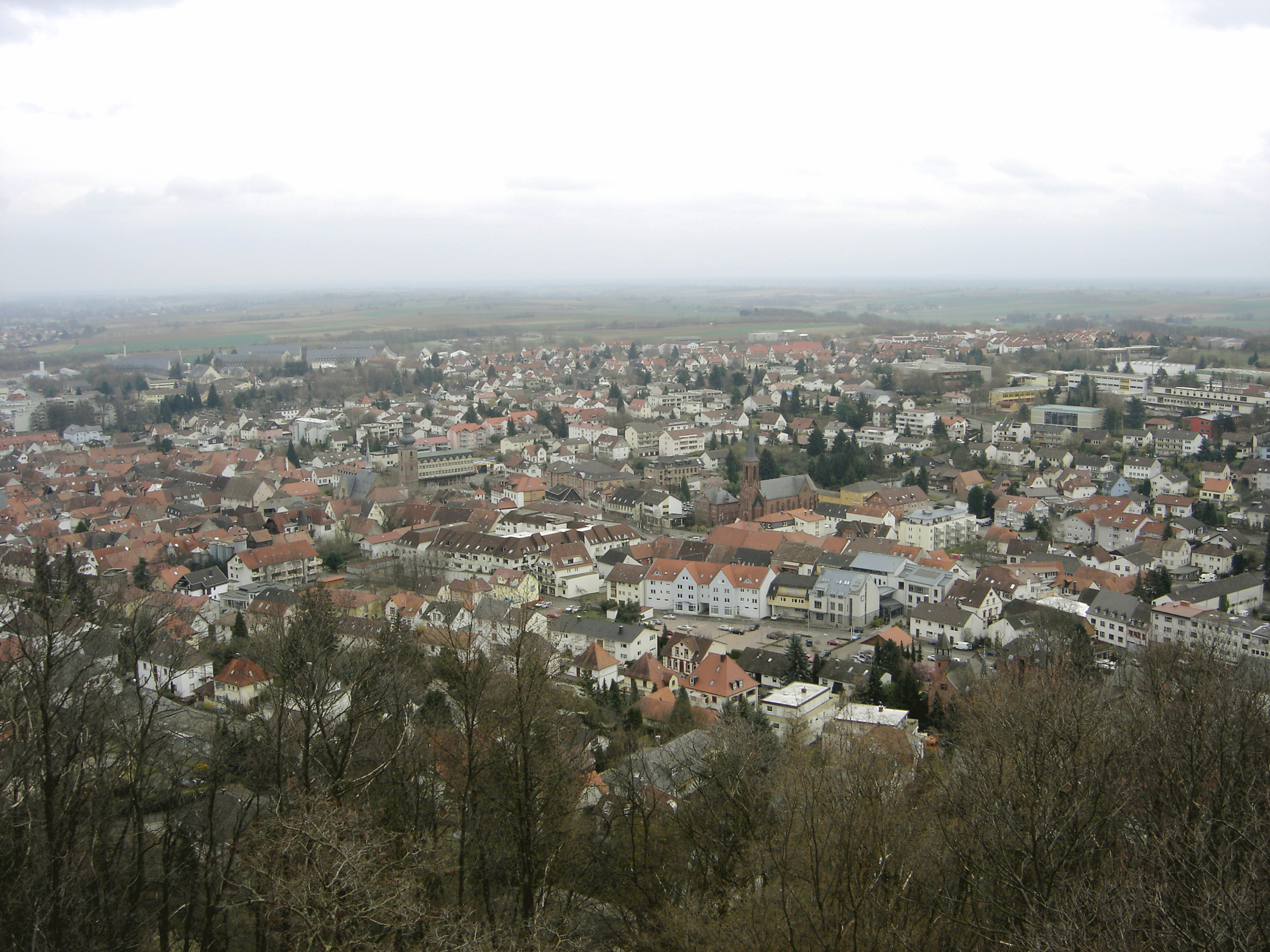
Widok na Bad Bergzabern

W 1286 roku król Niemiec Rudolf I Habsburg przyznał miejscowości prawa miejskie. Od 1394 roku miasto weszło w skład Palatynatu Reńskiego. Miasto zostało w 1815 roku przyłączone do Francji. W 1875 roku zostało uznane za uzdrowisko. 1 stycznia 1922 roku w kościele św. Marcina (St. Martin) odbył się chrzest Edyta Stein (wyniesionej na ołtarze przez papieża Jana Pawła II Patronki Europy). 10 listopada 1938 roku w noc kryształową spalono tutejszą synagogę.

## Ludność
Zgodnie z danymi podanymi przez urząd miasta liczba mieszkańców przedstawiała się następująco:
- 2359 (spis ludności, 1 grudnia 1885)
- 2696 (spis ludności, 1 grudnia 1910)
- 8053 (dane urzędu miasta, 31 grudnia 2004)
- 7717 (dane urzędu miasta, 31 grudnia 2007)

W 2007 roku 40,1 procent ludności stanowili protestanci a 33,9 procent katolicy.

## Gospodarka i infrastruktura

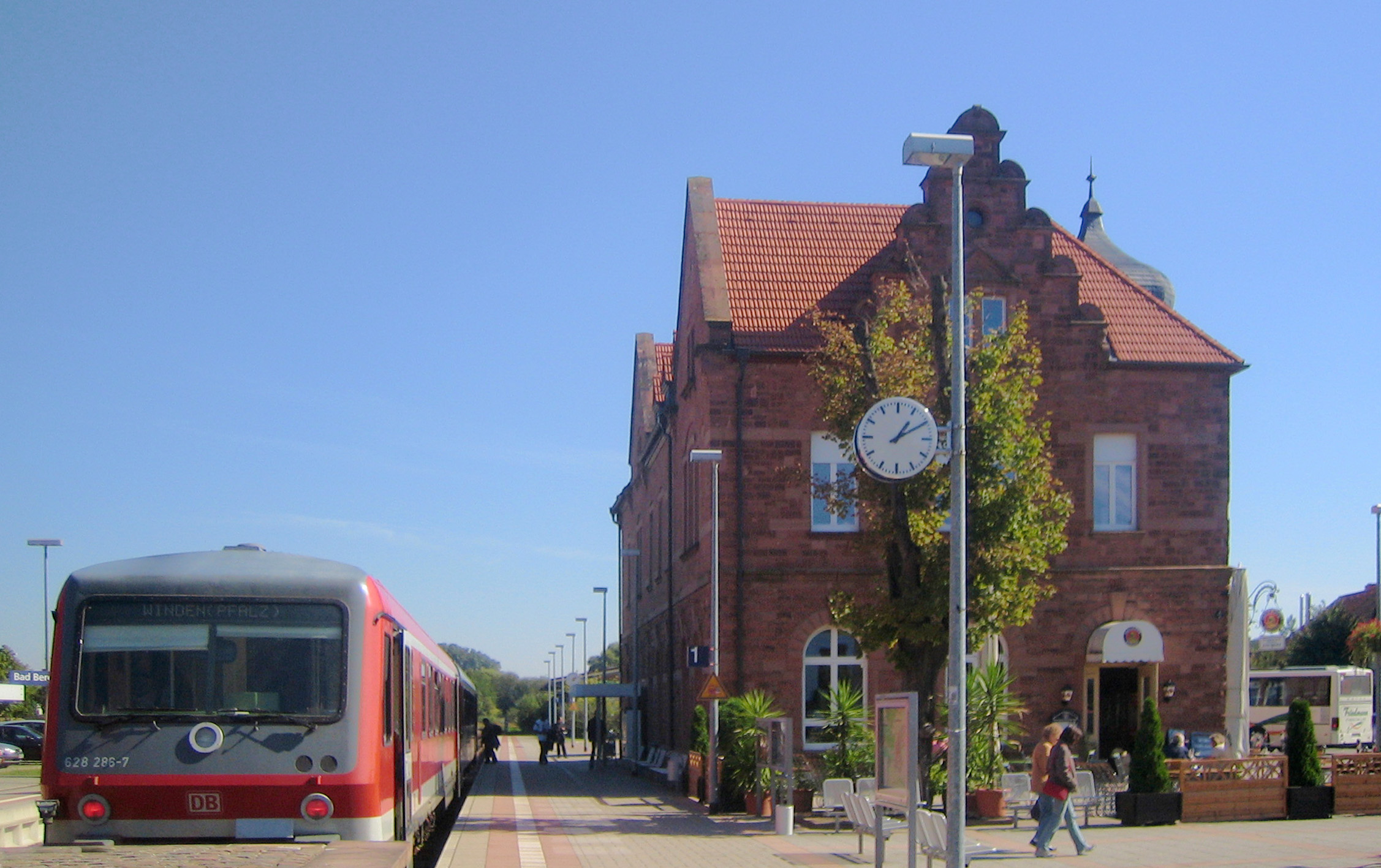
Dworzec w Bad Bergzabern

Główną gałęzią gospodarki w mieście jest przemysł turystyczny i leczniczy. Miasto posiada bogatą i zróżnicowaną bazę noclegową. W Bad Bergzabern funkcjonują cztery szpitale:
- Biomedklinik – klinika leczenia raka
- Edith-Stein-Fachklinik – klinika specjalistyczna ortopedii i neurologii
- Parkklinik – klinika schorzeń psychosomatycznych
- Klinikum Landau-Südliche Weinstraße – szpital miejski

Usługi przewozowe w mieście świadczy Karlsruher Verkehrsverbund, obsługuje ono jedno połączenie kolejowe między Bad Bergzabern a Winden (Pfalz) skąd dalej można pociągami dojechać do Karlsruhe i Landau in der Pfalz, oraz połączenia autobusowe z Landau in der Pfalz, Wissembourg i Klingenmünster.
W mieście krzyżują się trzy drogi krajowe:
- B48 z Bingen am Rhein
- B427 z Kandel do Hinterweidenthal
- B38 łącząca Roßdorf w Hesji ze Schweigen-Rechtenbach przy granicy z Francją.

## Atrakcje turystyczne
- zamek – siedziba władz miasta, wcześniej rezydencja książąt Palatynatu-Zweibrücken.
- Gasthaus „Zum Engel” – jedna z najznakomitszych budowli renesansowych w południowo-zachodnich Niemczech. Obecnie znajduje się Muzeum Miasta (Heimatmuseum).
- Bergkirche – luterański kościół z 1720 roku
- Martinskirche – katolicki kościół z 1879 roku w którym została ochrzczona Edyta Stein.

## Współpraca
Miejscowości partnerskie:
- Bawaria: Amberg, Lichtenfels